# Die Insel der Tausend Leuchttürme
Die Insel der Tausend Leuchttürme ist ein im September 2023 erschienener Roman von Walter Moers, welcher erneut auf dem fiktiven Kontinent Zamonien spielt. Moers gibt sich wie bereits bei vorherigen Büchern nur als Übersetzer und Herausgeber des Werkes aus, während er die Autorschaft der Kunstfigur Hildegunst von Mythenmetz zuschreibt. Dieser ist zugleich die Hauptfigur des Romans, welcher aus einer Sammlung von Briefen, Skizzen und Notizen an seinen Freund Hachmed Ben Kibitzer besteht.
Der Roman ist zeitlich zwischen den Handlungen von den bereits zuvor erschienenen Büchern Die Stadt der träumenden Bücher und Das Labyrinth der träumenden Bücher angesiedelt. 

## Kurzzusammenfassung
Im Roman begibt sich Hildegunst von Mythenmetz auf ärztlichen Rat zur Kur auf die Insel Eydernorn, wo er zum Ende eines außergewöhnlich starken Sturms ankommt. Auf der Insel erfährt er von einem geheimen Kampf der Leuchtturmwärter gegen eine bösartige Wolke, die ein lebendiges, außerirdisches Wesen ist und die Weltherrschaft anstrebt. Diese Wolke setzt spinnenartige Wesen ein, sogenannte Wolkenspinnen, um die Insel zu erobern. Die Leuchtturmwärter opfern ihre Türme, um die Wolke zu zerstören, und lösen damit die Eruption eines Vulkans aus, die die Insel zerstört. Mythenmetz überlebt dank der Hilfe des Quaquappa, einer mysteriösen Gestalt, und wird schließlich von einem anderen Boot gerettet.

## Inhalt
Hildegunst von Mythenmetz begibt sich zu einer ärztlich angeordneten Kur auf die Insel Eydernorn, wo er neben Ruhe und Genesung auch Inspiration als Schriftsteller finden möchte. Allerdings gerät er bereits bei der Überfahrt vom Festland in einen außergewöhnlich starken Sturm; er erreicht zwar die Insel, ein Verlassen ist aber auf unbestimmte Zeit auf Grund der Sturmschäden unmöglich. Daher kann Mythenmetz auch seine Briefe an seinen Freund Hachmed, in denen er regelmäßig über seine Erlebnisse berichtet, nicht abschicken, sondern sammelt sie. Unbeeindruckt begibt er sich nach Eydergard, wo außer seinem Hotel auch das Sanatorium liegt. Der behandelnde Arzt begegnet ihm vorerst sehr unfreundlich, da er Mythenmetz sofort als Hypochonder identifiziert hat. Als er allerdings realisiert, dass es sich bei seinem Gegenüber um den berühmten Schriftsteller handelt, outet sich der Arzt als großer Fan seiner Kunst und als Amateurdichter, seine Stimmung schlägt ins Freundschaftliche um und er gibt ihm Tipps für den Aufenthalt auf Eydernorn.
Die Zeit zwischen den wenig hilfreichen Behandlungen nutzt Mythenmetz für ausgiebige Erkundungen der Insel mit ihrer einzigartigen Flora, Fauna und Kultur. Auch testet er die lokale Sportart Kraakenfieken, in welcher er sich völlig überraschend als Naturtalent erweist. Sowohl Anfänger als auch Meister des Sports schlägt er ohne Anstrengung. Zugleich stellt sich heraus, dass Mythenmetz auf einzigartige Weise allergisch auf das Eydernorner Meerwasser reagiert.
Einen wichtigen Teil der Inselkultur stellen die 111 Leuchttürme dar, welche mit beeindruckenden Lichtspielen und Pyrotechnik angeblich den Schiffen zur Orientierung dienen sollen und deren Leuchtturmwärter sehr abweisend erscheinen. Der zweite Turm, den Mythenmetz dennoch besichtigt, überrascht ihn, da er die Form der Lindwurmfeste, dem Heimatfelsen von ihm und seiner Spezies, hat. Der Leuchtturmwärter entpuppt sich als der uralte Lindwurm Gryphius von Odenhobler, der Dichtpate seines Dichtpatens sowie Autor des Erfolgsromans Ritter Hempel. Odenhobler erzählt, dass er nach dem frühen Erfolg seines Romans nie mehr an diesen Triumph heranreichen konnte und daher beschloss, sich auf die Insel Eydernorn zurückzuziehen, um neue Inspiration zu finden. Dort wurde er stattdessen Leuchtturmwärter und baute erst unabsichtlich, später gezielt eine detailgenaue Nachbildung seiner Heimat als Leuchtturm nach. Während einer Gewitternacht wurde Odenhobler von einem Geistesblitz getroffen, woraufhin er beschloss, das Schreiben an den Nagel zu hängen. Stattdessen entwickelt er seither Landkarten in der Form eines Möbiusbands, welche er mit hypnotischen Parfüm und Kontaktgift bearbeitet. Dadurch erlebt man beim Berühren der Karten eine psychedelische Reise. Mythenmetz lässt sich überzeugen, dies einmal auszuprobieren, und erlebt so einen kurzen, aber sehr realistischen Tauchgang im Meer vor der Insel Eydernorn, bei welchem er auch auf eine sagenumrankte Gestalt namens Quaquappa trifft.
Nach diesem ungewöhnlichen Erlebnis setzt Mythenmetz seine Erkundung der Insel fort; unter anderem besucht er einen der als erloschen geltenden Vulkane, wo er nur um Haaresbreite vermeiden kann, durch einen Wirbelsturm in die rätselhafte Wolke gesogen zu werden, die ständig über der Insel lagert. Im sogenannten Weißen Turm, welcher von Tausenden von Möwen besiedelt ist, trifft er auf die Schreckse Izanea Anazazi. Diese berichtet von ihrer Lebensgeschichte, welche eng mit der früheren Schrecksenverfolgung auf der Insel verbunden ist und dazu führte, dass sie die Wärterin dieses Leuchtturmes wurde. Zusätzlich untersucht sie den Kot der Möwen und die Möglichkeit, ihn als Bau-, Spreng- und Rohstoff für diverse Alltagsgegenstände wie Tassen oder Tee zu nutzen. Am Ende driftet sie scheinbar in die Mythenwelt der Insel ab, bereut allerdings, zu viel erzählt zu haben, und warnt Mythenmetz dringend von einem Besuch in der Stadt ohne Türen. In der Zwischenzeit häufen sich die mysteriösen Wetterereignisse wie Flutwellen, Erdbeben und unerklärliche Wolkenbildungen.
Trotz diverser Warnungen macht Mythenmetz sich auf, um die Stadt ohne Türen zu erkunden. Dabei handelt es sich um ein in Felstürmen befindliches Höhlensystem, welches mit dreieckigen Fenstern versehen ist. Bei der Untersuchung der geheimnisvollen Höhlen wird er von der Flut überrascht, und auf seiner Flucht wird er von zwei großen Raubfischen, sogenannten Belphegatoren, angegriffen. Als seine Situation aussichtslos scheint, werden die Fische von einem geheimnisvollen Wesen getötet, in welchem Mythenmetz das Quaquappa zu erkennen glaubt. Kurz nach seiner Rettung wird er ohnmächtig und erwacht kurz darauf wohlbehalten am Strand in der Nähe der Felsen, mit einem Saphir in der Tasche.
Als er wenige Tage später Gryphius von Odenhobler besuchen möchte, ist dieser verschwunden. Der einzige Hinweis ist eine seiner Karten, welche Mythenmetz einen ihm unbekannten Leuchtturm aus Eiszapfen zeigt. Die Schreckse Anazazi erklärt ihm, dass es sich dabei um einen einhundertzwölften, geheimen Turm im Norden der Insel handelt, und hilft ihm, dorthin zu gelangen. Dort trifft er auf die Eydeetin Nephelenia Mauersegler. Von ihr erfährt Mythenmetz, dass das Quaquappa keineswegs eine Sagengestalt ist, sondern ein Wesen, welches einst von der Wolke über Eydernorn erschaffen wurde, sich aber gegen diese auflehnte. Bei dieser Wolke handelt es sich um ein bösartiges, mächtiges Wesen außerirdischer Herkunft, welches sich seit langer Zeit mit den Leuchtturmwärtern in einem Kampf befindet und die Weltherrschaft als Ziel hat. Das nächtliche Feuerwerk der Leuchtturmwärter dient in Wahrheit der Abwehr der Wolke. Sehr bald aber werde es zur finalen Schlacht kommen, bei der der Untergang der Insel unausweichlich sei, um die mit Eydernorn verbundene Wolke endgültig zu besiegen. Nephelenia Mauersegler hat durch ihre Erforschungen der Wolke wichtiges Wissen über ihren Gegner gesammelt, um so einen Plan für die Schlacht zu entwickeln. Ein wichtiger Bestandteil sind die vom Quaquappa geschenkten Saphire, durch die sie telepathisch mit anderen Personen über lange Distanzen kommunizieren kann.
Am nächsten Tag wird Mythenmetz zu dem Leuchtturmwärter Florestan De Cieelo unter dem Holzturm gebracht, wo der finale Plan in Gang gesetzt wird. Odenhobler hat vermittels einer seiner Karten das Innere der Wolke auskundschaften können, liegt wegen der großen Anstrengung nun aber im Sterben. De Cieelo wiederum hat ein Luftschiff gebaut, welches Mythenmetz mit einem befreundeten Gnom gemeinsam in die Wolke hineinnavigiert, geführt von den telepathischen Anweisungen von Nephelenia Mauersegler. Er soll einen Saphir im Gehirn der Wolke platzieren, um diese von Innen heraus zu schwächen. Kurz vor Abschluss dieses Himmelfahrtskommandos wird er allerdings von dem Gnom aus dem Schiff geschubst, wodurch dieser ihm das Leben rettet. Er stürzt, abgefangen durch einen besonderen Umhang, hinab in den Hafen der Insel. Doch dort ist er nur in vermeintlicher Sicherheit, denn die Wolke beginnt ihren Angriff und schickt nun spinnenartige Wesen hinab, welche erbarmungslos die Inselbewohner töten. Ihr Plan ist es, durch diese Wolkenspinnen ganz Zamonien zu erobern und die bisherigen Lebensformen zu vernichten. Mythenmetz kann sich in letzter Sekunde auf das einzige seetaugliche Boot retten, allerdings folgt ihm eine Spinne. Dort ermordet und verschlingt sie den größten Teil der Besatzung, allerdings gelingt es Mythenmetz, das Tier zu besiegen: Er schlägt seinen Saphir dank seiner Kraakenfiekerkünste in die Spinne, wodurch diese stark geschwächt wird, und durch eine Wende des Schiffes stürzt sie vom Mast in das für die Wolkenspinnen giftige Meerwasser und stirbt.
Die Schlacht zwischen der Wolke und den Leuchtturmwärtern kann Mythenmetz nun nur noch aus der Ferne beobachten. Beide Seiten feuern jede Menge verschiedener Angriffe ab, es scheint ein Kampf mit ungewissem Ausgang. Schließlich sprengen die Leuchtturmwärter ihre Türme, erschüttern damit das Fundament der Insel und bringen so den Vulkan zur Eruption. Damit zerstören sie zwar die Insel und opfern ihr Leben, können aber auch die Wolke vernichten. Trümmer der Explosion treffen das Segelboot, auf dem Mythenmetz sich befindet, und nur durch Glück kann er als einziger überleben. Doch noch immer schwebt er in Lebensgefahr, da er in eiskaltem Wasser weit entfernt von jedem Land treibt und von einer Frostfratte verschlungen wird. Durch eine erneute glückliche Fügung findet ihn das Quaquappa und rettet ihn, bis er von einem anderen Boot gefunden und endgültig in Sicherheit gebracht wird.

## Stil
Der Roman spielt zeitlich zwischen Die Stadt der Träumenden Bücher und Das Labyrinth der Träumenden Bücher, zum ersten Mal gibt Walter Moers in diesem Buch nicht nur an, dass der Text, sondern auch ein Großteil der Zeichnungen von Hildegunst von Mythenmetz stammen. So soll dieser die Bleistiftzeichnungen seinen Briefen hinzugefügt haben, und Moers habe diese dann durch eigene Tuschezeichnungen, die zwischen den einzelnen Briefen eingefügt sind, ergänzt. Die Zeichnungen von Mythenmetz unterscheiden sich leicht im Stil von den üblichen Motiven. 
Das Buch ist als Briefroman verfasst, wie zuvor bereits Weihnachten auf der Lindwurmfeste und besteht aus 19 Briefen von Mythenmetz an Hachmed Ben Kibitzer, enthält allerdings keine Antworten auf diese Briefe, die offenbar nie abgeschickt wurden. Außerdem umfasst er in der Mitte eine Sammlung von stichwortartigen Notizen von Mythenmetz sowie am Ende noch einige Skizzen. Das Buch kann als autobiografische Erzählung des Dichters Hildegunst von Mythenmetz angesehen werden. Innerhalb Zamoniens wurden die Briefe nie veröffentlicht, es ist zweifelhaft, dass die Briefe jemals an Hachmed Ben Kibitzer geschickt wurden.
Viele Details, wie die Bräuche, der Dialekt oder die Lebensweise der Insulaner, erinnern stark an die Ostfriesen. Bei dem Namen der Insel handelt es sich um ein Anagramm zum Namen der Nordseeinsel Norderney, auch zahlreiche weitere Anagramme und Wortspiele hat Moers, wie für ihn üblich, in den Roman eingebaut.

## Hintergrund
Der zehnte Roman von Moers, welcher zur Zamonien-Reihe gezählt werden kann, wurde bereits 2016 das erste Mal angekündigt und danach wiederholt verschoben. In der Erstausgabe des 2019 erschienenen Romans Der Bücherdrache war bereits das erste Kapitel als Leseprobe enthalten. Der Brief im Buch Weihnachten auf der Lindwurmfeste soll ebenfalls während Mythenmetz’ Kuraufenthalts auf Eydernorn entstanden sein, in einer Fußnote wird dort auf den zu diesem Zeitpunkt noch nicht erschienenen Roman Die Insel der Tausend Leuchttürme verwiesen. Abgesehen von der Tatsache, dass zu Anfang des achten Briefs erwähnt wird, dass die abrupte Vermehrung der "Hummdudel", einer zamonischen Tierart, die angeblich durch ihren Gesang das Wetter vorhersagen kann, welche auch im Roman Prinzessin Insomnia & der alptraumfarbende Nachtmahr als beliebtes Haustier für Kinder erwähnt wird, zu "Hamoulimepp", dem zamonischen Äquivalent zu Weihnachten stattfindet, wird umgekehrt kein Bezug genommen.
In einem schriftlichen Interview gibt Moers an, dass er in dem Roman unter anderem seine traumatischen Erfahrungen bei einer Asthma-Kur als 5-Jähriger verarbeitet. Weiter gibt er an, seine kreative Inspiration nicht im Internet, sondern in der analogen Welt wie beispielsweise in Lexika oder den Namen von New Yorker Taxifahrern zu finden.

## Rezeption
Der Roman stieg in seiner ersten Woche auf Platz 1 der Spiegel-Bestsellerliste ein und hielt sich dort für mindestens eine weitere Woche.

Von Kritikern wurde das Buch größtenteils gelobt. Es wurde als kreativ beschrieben, und die vielen Details der Inselbeschreibung wurden positiv herausgestellt. Zwar wurde die wenig straffe Handlungsführung kritisiert, Tilman Spreckelsen verglich den Roman in der FAZ allerdings auch mit den Werken von Edgar Allan Poe und H. P. Lovecraft.

### Textausgaben
- Die Insel der Tausend Leuchttürme. Penguin, München 2023, ISBN 978-3-328-60006-0. Gebundene Ausgabe.

### Hörbuch
- Die Insel der Tausend Leuchttürme. Der Hörverlag, München 2023, ISBN 978-3-8445-2971-5, gelesen von Andreas Fröhlich.